# Ju 288轟炸機
容克 Ju 288是一款在二次大戰期間設計出來的納粹德國空軍轟炸機，但只有進行數次的原型機試飛，第一次試飛是於1940年11月29日。

## 設計與開發
在二次大戰爆發之前，德國空軍轟炸機部隊握有的首批軍機皆有性能上的缺陷，有些設計初衷主要是民航機。唯一只有Ju 88轟炸機符合現代化設計但還是有頗多的性能問題。其中最大問題在於過小的彈艙導致要將額外的炸彈掛載於機翼區域進而拖累性能。
容克從1937年開始就以Ju 88改良型進行許多的性能實驗，並採用Jumo 222或是223直列型。但沒有試圖去針對這些版本著手進行深入的設計，但在1939年海因里希。海爾頓離開亨克轉往容克任職後，在5月時，容克隨即將EF.74設計案遞交帝國航空部。 該設計案由於整體佈局與大部分的机身與機翼與Ju 88相比只是給予一定程度的放大，故含有某個程度的Ju 88設計概念。 機鼻則採用新穎的氣密型驾驶舱設計。 所有的武裝系統則為遙控型，但遙控武裝的區域恐有破壞機身的氣密性的可能。為可以安裝3,630 kg (8,000 lb)等級的炸彈艙則將機身給予延長，故機翼無須額外的掛載點. 由於得益炸彈全內掛化與Jumo 222複合式發動機這兩項優點，與Ju 88相比該機的性能有大幅的躍進。

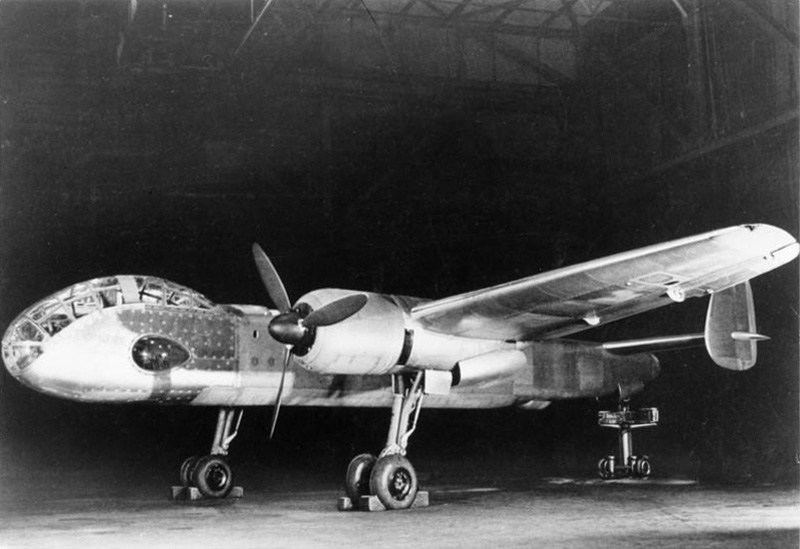
Ju 288 V1 p原型機 (twin BMW 801發動機)

根據帝國航空部在1939年7月所發佈有關於轟炸機 B計畫案的主要性能參數時，Ju 88則是第二架被德國空軍回溯定義為Bomber A的飛機。(根據1936的原始規劃，當時計畫的主要性能參數即為後來的He 177轟炸機). 轟炸機 B計畫目的準備以EF.74或是類似的新機種要替換德國空軍底下所有服役中的中型轟炸機。 Bomber B的性能要求如下：速度與武裝須優於Ju 88，航程須含蓋英倫三島，有高高度飛行能力；配置氣密型駕駛艙，載彈量可達4,000 kg (8,820 lb)。 雖有數家航太廠提出計劃案，但內部早以預定EF.74為獲勝者，還是有廠商開發出原型機如Fw 191轟炸機與Do 317轟炸機，Hs 130轟炸機甚至曾被考慮為後期競標機。
組裝原型機的作業隨後展開，第一架原型機於1940年中期組裝完成。 動力來源則預定使用2具24-汽缸 Jumo 222發動機；此為6排，每一排有4具汽缸等級的複合式發動機，但由於Jumo 222開發的問題頻傳，故原型機試飛是採用BMW 801星型發動機作為替代品。 到1941年10月為止，Jumo 222發動機的品質都達不到合格的標準，這一點讓他們認清在短期之內是無法進行全面性的大規模量產。 在1942年5月時，當Jumo 222發動機很明顯的無法成為一個可行的發動機來源時。 容克提建安裝同樣也是屬於焊接型戴姆勒奔驰 DB 606發動機，這個決定讓赫爾曼·戈林在四個月之後不斷抱怨有關於He 177轟炸機無止盡的發動機問題。

## 主要性能參數 (Ju 288B)
基本信息
- 机组：4

性能
武器

- 4 × 13毫米 (.51吋) MG 131機槍
- 1 × 15毫米 (.59吋) MG 151 機砲或是20毫米MG 151/20機砲
- 3,000公斤 (6,610磅)炸彈